# ジョイスティック

ジョイスティックの構造： 1.スティック、2.台座、3.トリガー、4.ボタン、5.連射スイッチ、6.スロットル、7.ハットスイッチ(POV)、8.吸盤

ジョイスティック（英: Joystick）は、スティック（レバー）を傾けることで方向入力が行える入力機器の総称。航空機などの機械への入力機器として利用されるほか、コンピュータへの入力機器としても使用される。
後述のとおり航空機を起源とした用語であり、ゲームの入力デバイスとしてはそれから応用されたものである（ゲーム用語を用いた比喩や冗談ではない。）。

## 概要

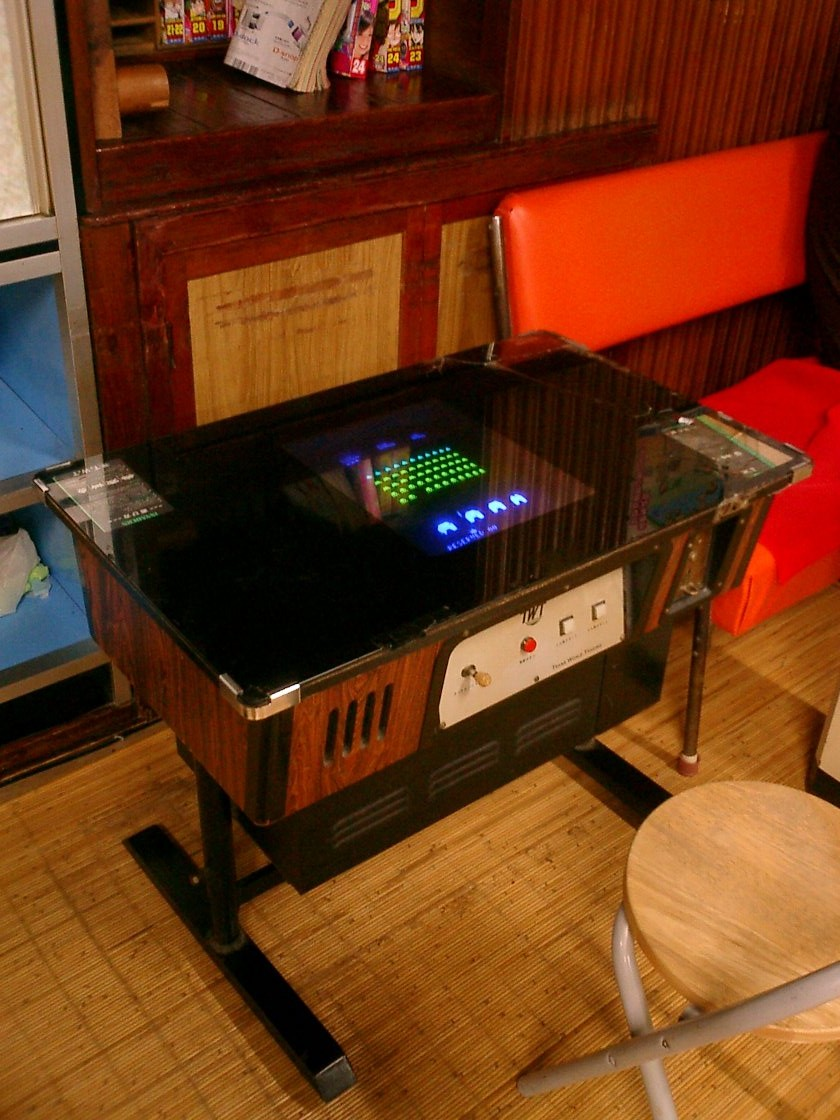
スペースインベーダーの筐体側面に設置された小さなジョイスティック。左右のみ操作可能。

航空機、産業機械、コンピュータ、自動車などの入力機器として使用される。
スティックを操作することによって片手で2軸あるいはそれ以上の操作ができるのが利点である。スティックは力を緩めたり手を離すと中立位置に戻る。上下左右あるいは前後左右に動く2軸式のスティックが多いが、1軸でもジョイスティックと呼ぶことがある。両手で1本ずつあるいはそれ以上のジョイスティックを操作する事もある。クレーン、ショベルカー等の産業機械においては、複数の単純なレバーで構成される入力機器を代替するためにジョイスティックが採用されることが多い。スティックはどれだけ傾いたか（アナログ量）をある程度の分解能で入力できるものと、単に傾いた方向を入力できるものの2つが存在するが、後者は特定のジャンルのゲーム用に採用されることが多い。
ゲーム用のジョイスティックは形状・用途により「フライトスティック」と「アーケードコントローラー（アケコン）」および「アナログスティック」に大別される。フライトスティックとアケコンはやや大型の本体を机上に置くか吸盤を吸着させるなどして固定しスティック部分を手で動かして操作する。アナログスティックは非常に小型で、スティック部分は指先だけで操作する。

## 歴史
ジョイスティックは航空機の操縦桿を起源とした入力機器である。ジョイスティックという単語が最初に使用されたのは20世紀初頭、フランスの飛行家ロベール・エスノー＝ペルトリによると考えられているが、ロバート・ロレーヌ、ジェームズ・ヘンリー・ジョイス、およびA. E. ジョージらとする主張もある。
電気式のジョイスティックはアメリカ海軍調査研究所のC. B. Mirickによって発明され、1926年に特許が取得されている。
ドイツでは1944年頃に電気式の2軸ジョイスティックが開発され、FuG 203 Kehl送信機に組み込まれてHs293やフリッツXの制御に使用された。これは母機の壁面などに設置され、水平に出ているスティックを上下左右に動かして操作した。Hs293用は航空機と同様にロール・ピッチを操作するものだったが、フリッツX用は単純に上下左右を指示するものだった。アメリカでは同じく1944年頃にAZONが開発され、制御装置にジョイスティックが使用された。ただしAZONはラダー操作による左右の制御のみ可能で、ピッチ方向の制御はジョイスティックではなく正確な投弾タイミングによって行われた。
1960年台に航空機の無線操縦用の装置としてジョイスティックは広く使用され、NASAのミッションでも使用されるようになる。

### コンピュータゲームにおいて
1962年に完成したコンピューターゲーム「スペースウォー!」にて、前後1軸・左右1軸の2つのレバー型スイッチを備えたジョイスティックのようなコントロールボックスが自作された。1969年に稼働したセガのエレメカ「ミサイル」では、スティック上にボタンの付いたジョイスティックが搭載されていた。1977年に発売されたゲーム機Atari 2600には、4方向のスティックと1つのボタンを備えたジョイスティックが同梱されていた。1978年に稼働したスペースインベーダーでは、最初は左右の移動に2つのボタンが使用されていたが、すぐに2方向のジョイスティックになった。1980年に稼働したパックマンでは4方向のジョイスティックが搭載された。コンピュータゲームにおける黎明期のジョイスティックは単純にスイッチやボタンや十字キーの操作をスティック（レバー）の操作に置き換えたものだった。
ゲームのコントローラとして主に使用されるため、「ゲーム用コントローラ」を意味する語として「ジョイスティック」が使われる場合も多く、パソコンでゲーム用コントローラを接続する部分は「ジョイスティック端子」と呼ばれた。ジョイスティック端子には、Atari 2600で使われた、俗に言う「アタリ規格（D-sub 9ピン）」や、のちにIBMが開発した「ゲームポート（D-sub 15ピン）」が用いられていたが、より手軽なUSBの普及によって代わられることになった。

## フライトスティック

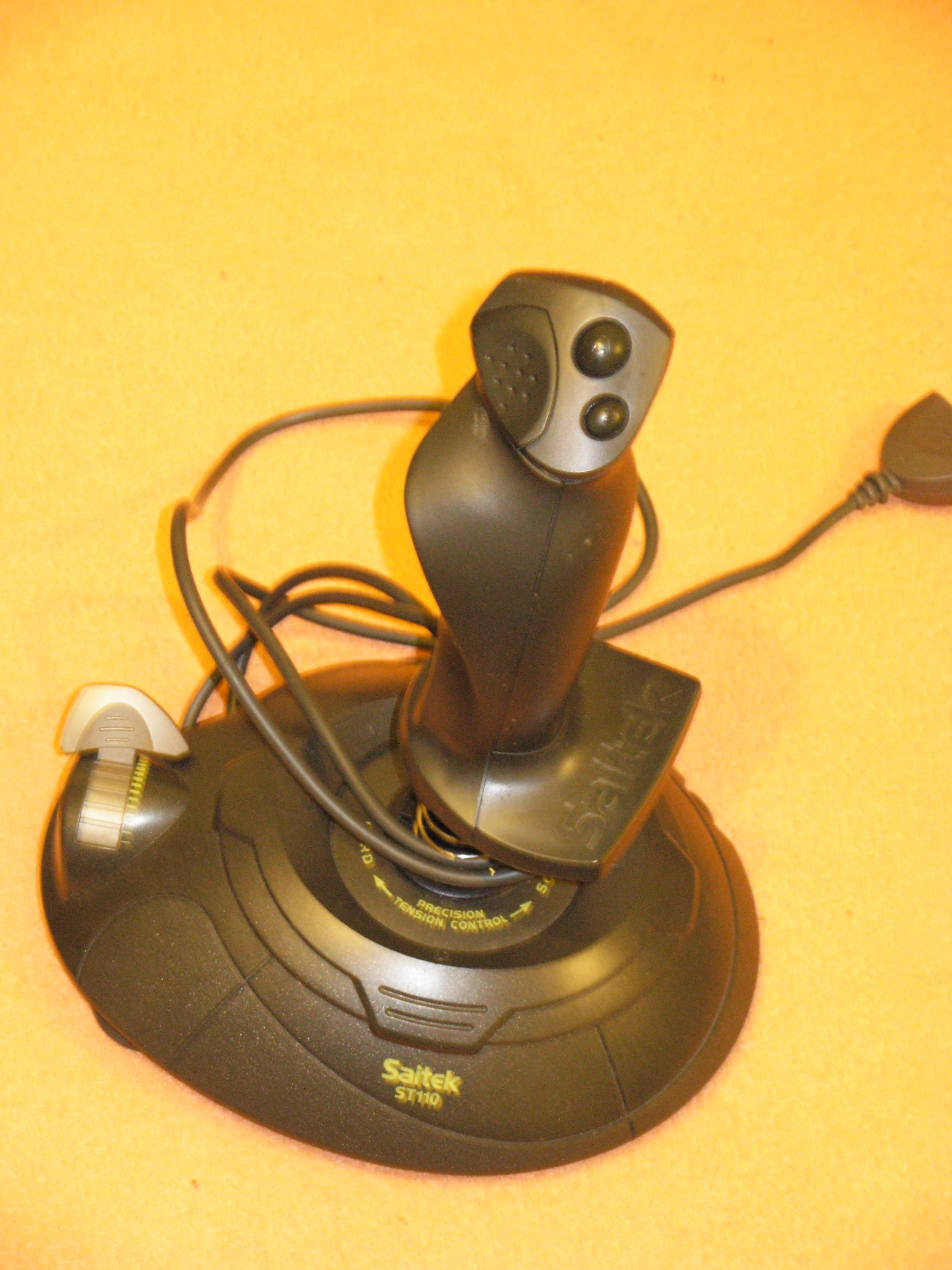
フライトスティックの例

フライトシミュレータやアクションゲームなどで使用される形式。レバー・ボタン一体型とも呼ばれる。ただしスティック（レバー）と一体化していないボタンも持つ製品が大半である。片手全体で握り込んで把持する大型のスティックと、1個から10個程度のボタンを持つ。通常は右手でスティックを持ち、右手の指でスティック上のスイッチ類を操作し、左手は土台上のスイッチ類を操作する。
スティックは主に操縦桿としての使用が想定されており、左右および上下に倒すことでx軸・y軸の変位（どれだけ傾けたか）が入力可能。繊細な操作に向いている。ボタンは特定の動作の実行（武器の発射など）、項目の選択に用いる（画像も参照のこと）。追加のスイッチ類としてスロットルやハットスイッチを備えた製品も多い。なお大型機の操舵輪を模した入力機器はフライトヨークと呼ばれ、フライトスティックやジョイスティックとは区別される。ゲーム用途ではヘリコプターのサイクリック・スティックの操作をジョイスティックで代用することが多い。
上位製品にはより実際の航空機に近づくよう、スロットルを分離し、スティックおよびスイッチ類を備えた独立の機器として用意した製品も存在する。このような上位製品のスロットルは追加操作用のパドルコントローラを備えたものも少なくない。スロットルのみ個別に販売している製品も存在する。
スティックをひねることによりz軸（ヨー軸）の入力が可能な3軸のスティックの製品も存在する。より実際の航空機に近づくよう、足でヨー軸を操作するペダル型の独立した入力機器も存在するが、これはジョイスティックに含まれず、実際の航空機の場合と同様にラダーペダルと呼ばれる。
スティックの傾きを検知するセンサとしては可変抵抗器（リニア型あるいはロータリー型のポテンショメータ）、光学式センサ、ホール効果を利用した磁気センサがある。可変抵抗器は経年劣化や摩耗によりセンタリングが狂ってしまうため、調整用のノブを備えていたりソフトウェア側で補正できるようになっていることがある。かつては可変抵抗式が主流だったが接触部の摩耗が問題となっており、1995年発売のMicrosoft製「Sidewinder Precision Pro」では非接触式の光学式センサが採用された。その後も非接触式センサの流れは続き、2021年現在では磁気センサが主流である。

## アーケードコントローラー（アケコン）

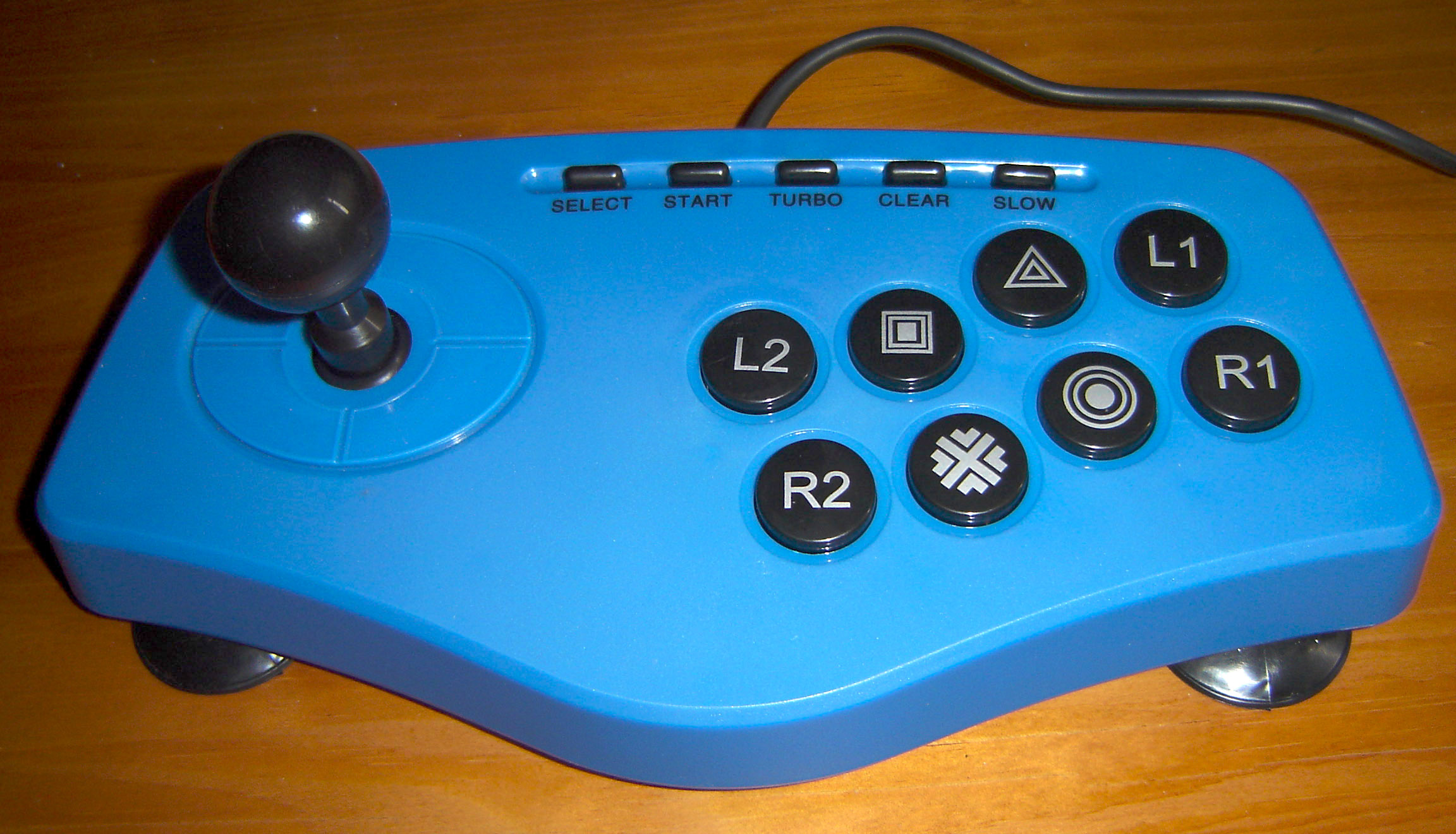
アケコンの例

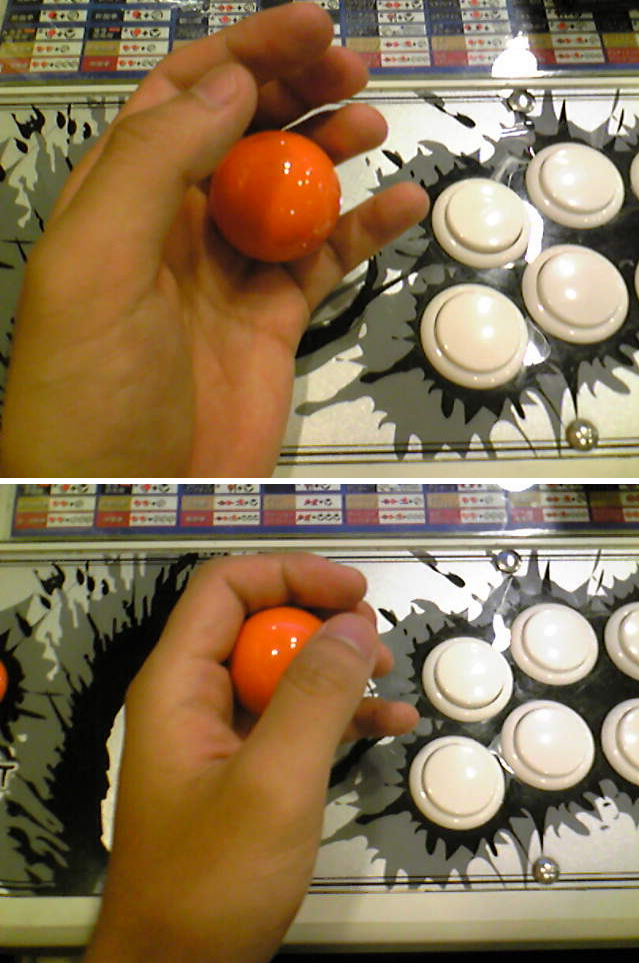
ウメハラ持ち

アーケードゲームなどで、特にシューティングゲーム、アクションゲーム（格闘ゲーム）、パズルゲームなどで使用されている形式。アーケードスティック、レバー・ボタン分離型とも呼ばれる。レバーにはボタンが付かないため、細長い金属のレバー軸のてっぺんに持ち手（日本では球型が多い）が付いただけのシンプルな構造である。通常は左手でレバーを持ち、右手でボタンを操作する。　　　　　　　　　　　　　　　日本で球型の形状が多いのは、テンキーの方向入力をレバー操作に簡略化するための「自作コントローラー」の設計図を記載した雑誌があり、それがゲーム会社に採用されその形のまま普及したためである。
ゲームパッドの方向キーをレバーに置き換えた構造といえ、レバーとボタンは分離され横長の平面上に置かれる。レバーは基本的に8方向（上下左右およびその中間）の方角が入力可能で、レバーの傾きの変位は入力できない。素早い操作に向いている。各方向へ確実に入力するためレバーガイドを備えたものが多い。ゲームパッドと区別するため「レバーコントローラ」と呼称されることもある。
「フライトスティック」と比べて小型のレバーであるため、指先で包むように持つ形になる。持ち方には大きく分けて以下の5種類があるとされる。
ワイン持ち
軸を人差し指と中指の間に挟み、持ち手を下から包み込むように持つ。ワイングラスを持った手（正確にはこれはブランデーグラスの持ち方である）を連想させるためこう呼ばれる。
ぶっさし
ワイン持ちとほぼ同義だが、軸を中指と薬指の間に挟む。
かぶせ持ち
ワイン持ちとは逆に、持ち手を上からすっぽりと握りこむ形。
つまみ持ち
持ち手を握らずに指先だけで持つ。操作方向が固定されているゲームには向いている。
ウメハラ持ち
ゲームスティックのレバーを薬指と小指で軸を挟みこんで、レバーの玉を左から包み込む様に持つ。有名ゲーマー梅原大吾の持ち方。

## アナログスティック

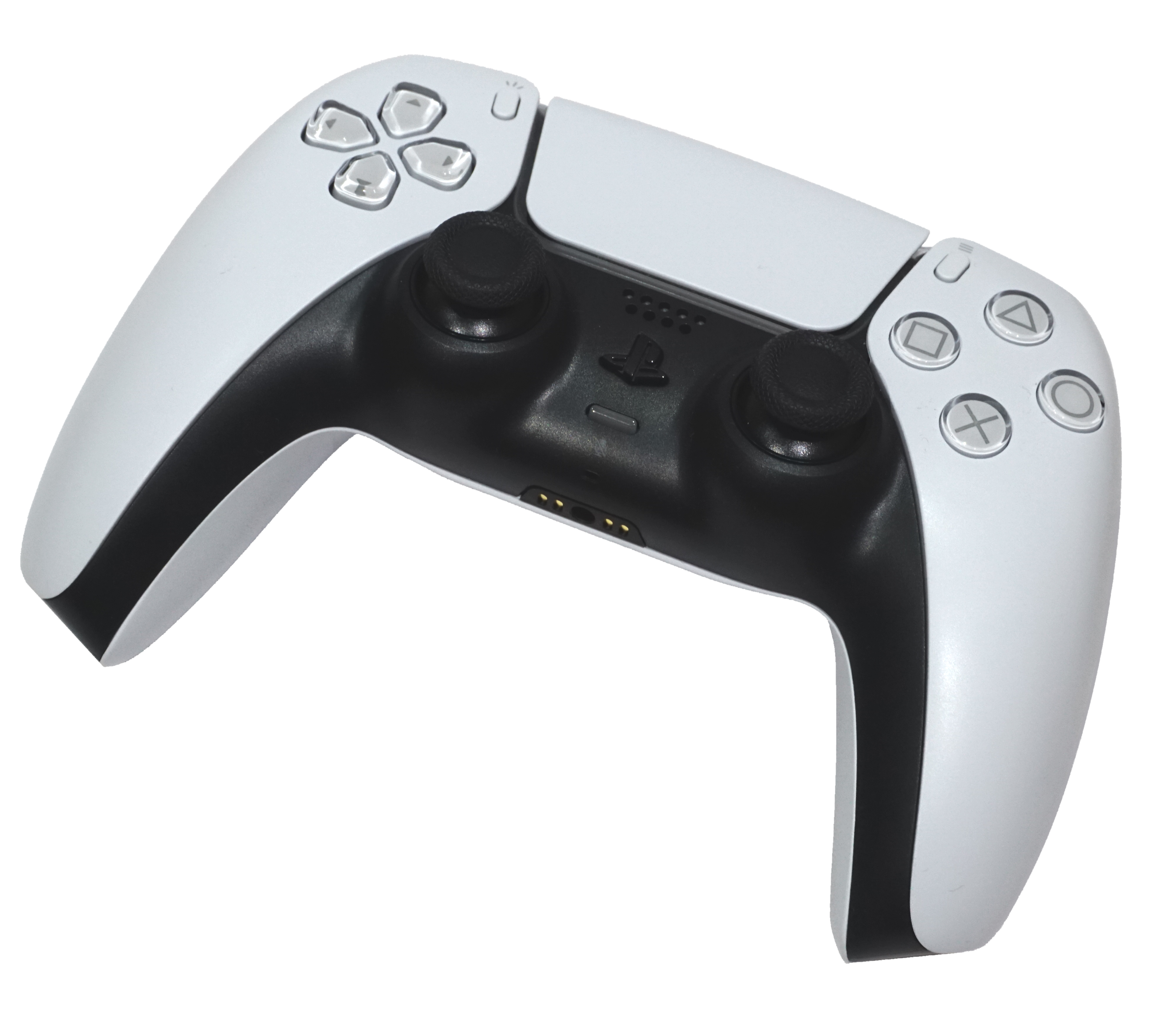
PlayStation 5の標準コントローラーDualSense。中央部の黒い突起２つがアナログスティック

入力機器というより非常に小型の部品であり、スティックは指先だけ（主に親指）で操作する。
スティックを傾けるのではなく滑らせて（スライドさせて）操作する方式の製品も存在する。
「アナログスティック」という名称はコンシューマーゲーム（家庭用ゲーム機）の業界で主に使われる。他の業界ではサムスティック、フィンガージョイスティック、フィンガーチップジョイスティック、指操作ジョイスティック、あるいは単にジョイスティックやスティックなどと呼ばれる。
1986年に発売されたファミリーコンピュータ向けコントローラBPS-MAXにはサイクロイドパッドというスライド可能なアナログスティック状の操作部があったが、十字キーの操作感を向上させるためのものであり電気信号としてはアナログ入力ではなかった。
1989年に発売された各種PCおよびメガドライブ向けのゲームパッドXE-1APにはアナログ入力が可能で親指で操作するアナログスティックと言える操作部が搭載されていたが、当時は「アナログスティック」とは呼ばれていなかった。
1996年発売のNINTENDO 64には、標準コントローラにアナログスティックが搭載されており、多くの消費者が初めてアナログスティックに触れた。ただし3Dスティック（サンディスティック）と呼ばれていた。なおアナログスティックとしては異例の光学式センサが使用されていた。
プレイステーションは1997年発売モデル(SCPH-7000)から、従来のコントローラにアナログスティックと振動機能を追加したDUALSHOCKを標準コントローラとして同梱し、このスティックは公式に「アナログスティック」と呼ばれた。以降販売された家庭用ゲーム機の標準コントローラの多くにはアナログスティックが標準装備されていることが多い。
センサとしては2023年現在まで可変抵抗式のセンサが主流であるが、近年は過去にドリームキャストで採用されていた磁気ホール式を採用し、摩耗による故障を無いことを謳う製品も登場している。

## ギャラリー
様々な分野で使用されるジョイスティック
- 第二次大戦中に使用された誘導爆弾AZON用のBC-1156コントローラ。左右のみ操作可能。1944年頃。
- ロケットスラスターの手動操作用3軸コントローラのプロトタイプ。ジェミニ計画やアポロ計画で使用された。1962年頃。
- ISSのカナダアーム2の操作パネル。ノートPC右側の垂直軸のものおよび、左側の水平軸のものがジョイスティック。
- 油圧ショベルのもの。左右のスティックでブームやバケットおよび本体左右旋回を操作する。
- 多数のジョイスティックを使用してクレーンを操作するオペレータ。
- 空港の消防車に搭載されたもの。放水ノズルの操作用。
- 電動車椅子のもの。

コンピュータゲーム用のジョイスティック
- Atari 2600用。単純なスティックとボタン1個のみだったが広く使用された。1977年。
- Flashfire製ジョイスティック。1980年代。
- CH Products Mach 2。1984年頃。アナログ入力が可能。
- CH Products Flightstick Pro。1990年代。
- Microsoft Sidewinder Force Feedback Pro。光学センサ使用。1997年。
- Thrustmaster HOTAS Cougarのスロットル部。F-16の操縦装置を再現した金属製の製品で、スティック部と合わせて28個ものボタンを備えた。2004年。
- Thrustmaster T-Flight Hotas-X。2014年。
- アーケードゲームの入力機器。Street Fighter IV（格闘ゲーム）。
- ネオジオ：AES用。1991年頃。
- ドリームキャスト用。
- Wii用。
- N30 ARCADE STICK。PC、Mac、Nintendo Switch等、多数の機種に対応。
- PlayStation用アナログジョイスティック。1996年。
- ツインスティックと呼ばれる特殊なジョイスティック。左記と似ているがデジタル方式であるため、「電脳戦機バーチャロン」など、ごく一部のゲームで使用される。
- NES MAX(日本ではBPS-MAX)。NES(海外版ファミコン)用。アナログスティックに似た形状の操作部が搭載されているが、実際にはデジタル入力である。
- NINTENDO 64 コントローラ。中央部の突起が3Dスティック（アナログスティック）である。
- アナログスティックが搭載されていない時期のPlayStationコントローラ
- アナログスティックが搭載されるようになったPlayStationコントローラ（DUALSHOCK）
- 古い可変抵抗式のジョイスティックの分解写真。可動部の上と右に可変抵抗器が見える。アナログスティックは同様の構造。